# Ödön Téry
Ödön Téry (Budapest, Austrohongria, 8 de juliol de 1890 – Belvedere, Carolina del Sud, 7 de juny de 1981) va ser un gimnasta artístic hongarès que va competir a començament del segle xx.
El 1912 va prendre part en els Jocs Olímpics d'Estocolm, on va guanyar la medalla de plata en la prova del concurs complet per equips del programa de gimnàstica.